# Sinfonia n. 21 (Haydn)
La Sinfonia n. 21 in La maggiore, Hoboken I/21, di Joseph Haydn fu composta intorno al 1764. I movimenti di questa sinfonia presentano una struttura inusuale, rendendo la loro forma difficile da identificare. Le parti pertinenti con la forma di una sonata sono spesso difficili da riconoscere e vengono identificate "a posteriori".

## I movimenti
La sinfonia è in quattro movimenti ed è stata composta per un'orchestra di 2 oboi, 2 corni francesi in La, primi e secondi violini, viola, violoncello e basso continuo.
1. Adagio, 3/4
2. Presto, 4/4
3. Minuetto e Trio, 3/4
4. Allegro molto, 4/4